# Kadir van Lohuizen
Kadir van Lohuizen (ur. 6 sierpnia 1963 w Utrechcie) – holenderski fotograf zamieszkały w Amsterdamie, współzałożyciel agencji fotograficznej NOOR.
Początkowo prowadził schronisko dla osób bezdomnych i uzależnionych od narkotyków. Uprawiał też żeglarstwo i był aktywistą squatterskim. Karierę fotograficzną rozpoczął w 1988, podczas intifady. Robił zdjęcia podczas konfliktów afrykańskich (Angola, Sierra Leone, Mozambik, Liberia, Kongo), jak również na innych kontynentach. Od 1990 do 1994 fotografował przejście od apartheidu do demokracji w Południowej Afryce. Dokumentował upadek ZSRR, a także pracował w Korei Północnej i Mongolii. Rozgłos przyniosły mu długoterminowe projekty: Rivers (o siedmiu rzekach na świecie), Diamond Matters, the Diamond Industry (o handlarzach diamentami) i Via PanAm (o migracjach panamerykańskich). W 2000 i 2002 zasiadał w jury konkursu World Press Photo, a potem wszedł w skład zarządu Fundacji World Press Photo. W 2016 był jurorem polskiego konkursu Grand Press Photo. Jest europejskim ambasadorem marki Nikon.
Jest laureatem m.in. dwóch nagród World Press Photo oraz jednej Visa d’Or za fotografie z Czadu. W 2004 przyznano mu holenderską Nagrodę im. Dicka Scherpenzeela za reportaże na temat krajów rozwijających się.